# IX Premis Turia
Els IX Premis Turia foren concedits l'1 de juliol de 2000 per la revista valenciana Cartelera Turia amb la intenció de guardonar les persones i col·lectius que haguessen destacat l'any anterior en qualsevol de les categories i seccions que cobria la revista: cinema (pel·lícula espanyola i estrangera, actor i actriu), teatre, arts plàstiques, literatura, gastronomia, mitjans de comunicació, esports, música, literatura i actriu porno. La llista de guanyadors era escollida per l'equip de redactors i col·laboradors de la revista. Els guanyadors foren anunciat en un sopar el dia 22 de juny al que assistiren l'equip artístic de la pel·lícula Pantaleón y las visitadoras, encapçalat pel director Francisco José Lombardi i l'actriu Pilar Bardem. L'entrega es va produir al Teatre Talia de València i la festa acabà a la piscina del Balneari Las Arenas.
El premi consistia en una estàtua que imitava la que sortia a la mítica pel·lícula El falcó maltès (1950) de John Huston.

## Guardons
Els guanyadors de l'edició foren:
| Categoria                                | Premiat                                      | Labor premiada                                   |
| ---------------------------------------- | -------------------------------------------- | ------------------------------------------------ |
| Millor Pel·lícula Espanyola              | Solas                                        | Benito Zambrano                                  |
| Millor Pel·lícula Estrangera             | Avui comença tot                             | Bertrand Tavernier                               |
| Millor Pel·lícula Estrangera             | Fin août, début septembre                    | Olivier Assayas                                  |
| Millor Opera Prima                       | Em dic Sara                                  | Dolors Payàs i Puigarnau                         |
| Millor realitzador revelació             | Jaume Balagueró                              | Els sense nom                                    |
| Premi Especial Realitzadors              | Vicente Aranda                               |                                                  |
| Premi Especial Cinema                    | Mercè Sampietro                              |                                                  |
| Menció Especial Cinema                   | Cinemanía                                    |                                                  |
| Menció Especial Cinema                   | Mostra de Cinema Llatinoamericà de Catalunya |                                                  |
| Millor Actor                             | Juan Diego                                   | París-Tombuctú                                   |
| Millor Actriu                            | Ana Fernández                                | Solas                                            |
| Millor muntatge teatral                  | Albena Teatre                                | Besos                                            |
| Millor contribució gastronòmica          | Restaurant San Nicolás (València)            | -                                                |
| Millor contribució a la cultura del vi   | Bodegas Enrique Mendoza (L'Alfàs del Pi)     | -                                                |
| Millor contribució a les arts plàstiques | Antoni Miró                                  |                                                  |
| Millor contribució esportiva             | Gaizka Mendieta                              |                                                  |
| Millor contribució literària             | Juan José Millás                             | El orden alfabético i No mires debajo de la cama |
| Premi especial literatura                | Ana María Matute                             |                                                  |
| Millor contribució musical               | Albert Sanz                                  |                                                  |
| Millor contribució social                | José Antonio Labordeta                       |                                                  |
| Millor contribució cívica                | Joan Enric Garcés i Ramon                    |                                                  |
| Premi Especial Turia                     | Universitat de València                      | V Centenari                                      |
| Millor programa de televisió             | La cosa nostra                               | d'Andreu Buenafuente (TV3)                       |
| Millor director de cinema porno          | José María Ponce Berenguer                   |                                                  |
| Millor Actriu Porno Europea              | Sophie Evans                                 |                                                  |
| Premi Huevo de Colón                     | Boris Izaguirre                              |                                                  |

## Premi per votació dels lectors
| Categoria                    | Pel·lícula       | Director           |
| ---------------------------- | ---------------- | ------------------ |
| Millor pel·lícula espanyola  | Solas            | Benito Zambrano    |
| Millor pel·lícula estrangera | Avui comença tot | Bertrand Tavernier |